# Шосткинський прикордонний загін
Шосткинський прикордонний загін (в/ч 1569) — військове формування Державної прикордонної служби України, підпорядковане Східному регіональному управлінню.
Загін охороняє українсько-російську ділянку державного кордону України на півночі Сумської області протяжністю близько 250 км.

## Історія
10 жовтня 2018 року з метою ущільнення охорони українсько-російської ділянки державного кордону Кабінет Міністрів України, розпорядженням від 10 жовтня 2018 року № 724-р, погодив пропозицію Адміністрації Державної прикордонної служби щодо формування нового прикордонного загону у Сумській області.

## Структура
- управління
- 4 відділи прикордонної служби: «Зноб-Новгородське», «Середина-Буда», «Свеса».
- прикордонна комендатура швидкого реагування «Шостка»[2]
- підрозділи забезпечення

## Командування
- (2019) полковник Юрій Самбор[джерело?]